# Accademia della Virtù

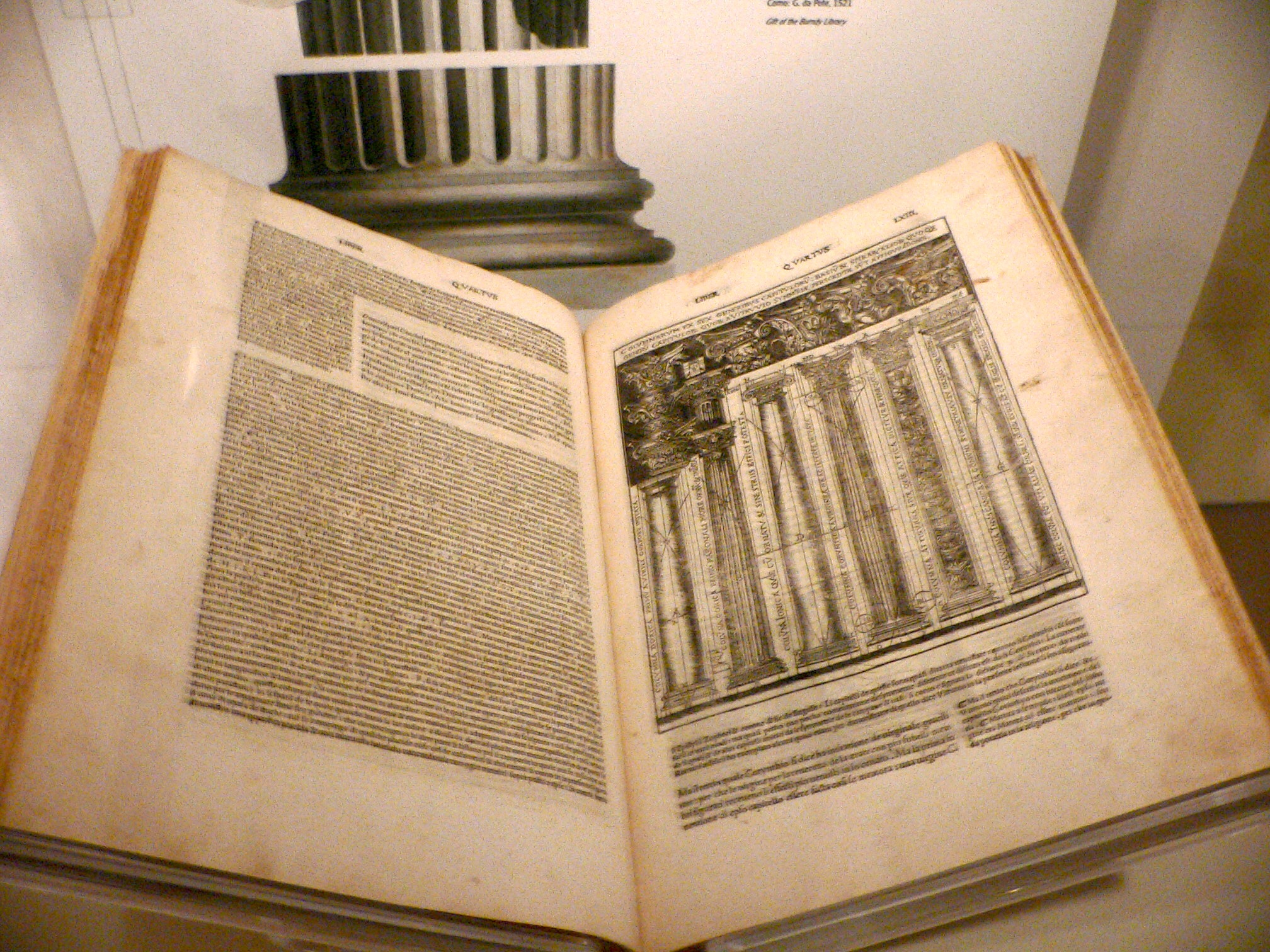
El objeto de estudio de la Academia de los Virtuosos fue el libro De architectura de Vitruvio, aquí en la versión italiana, traducida en 1521, con amplio comentario, de Cesare Cesariano.

La Accademia della Virtù o Academia Vitruviana fue una asociación cultural surgida en Roma en 1542, encabezada por el humanista sienés Claudio Tolomei, bajo la protección del cardenal Hipólito de Médicis. La entidad fue presidida por el erudito Marcello Cervini, apasionado de la alquimia y de la arquitectura y futuro papa Marcelo II. Tuvo el respaldo de una pléyade de intelectuales y artistas del Renacimiento italiano, como Jacopo Vignola, Bernardino Maffei, Guillaume Philandrier, Alessandro Manzuoli, Luca Contile, Annibal Caro, Marcantonio Flaminio, Francesco Maria Molza, Francesco Paciotto.

## Finalidad

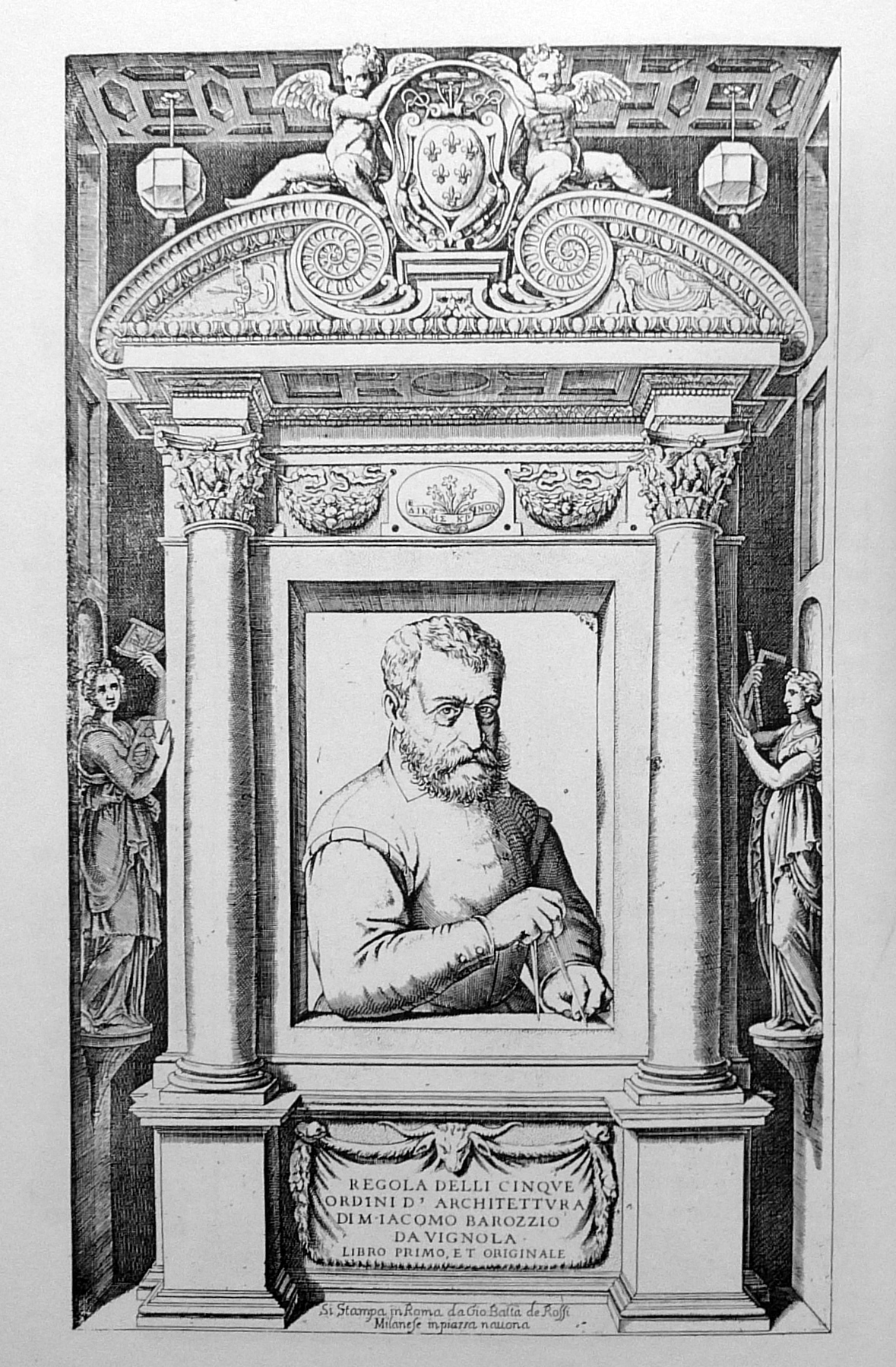
Frontispicio de la Regla delli cinque ordeni d'architettura, de Vignola, considerado fruto de los estudios vitruvianos de la Academia.

Con su iniciativa, los "Virtuosos" pretendían contribuir a un tema apasionante del momento, el de si valía la pena el llamado "debate de Vitruvio" o "cuestión de Vitruvio", un esfuerzo cognitivo colectivo que empujó a los artistas, académicos y entusiastas a la apropiación de la herencia del arte grecorromano y la arquitectura romana clásica, también a través de la lectura, interpretación y comentario del tratado latino De Architectura, objeto de gran fama en el Renacimiento.

### Estudios vitruvianos
Objetivo inmediato de la asociación era la lectura y el comentario del libro De Architectura, realizada dos veces por semana en el palacio del arzobispo Francesco Columna. Pero el fin último, extremadamente ambicioso, no era otro que el de realizar un vasto proyecto enciclopédico sobre la arte y sobre la arquitectura clásica. El objetivo, que Tolomei describió en una célebre carta del 14 de noviembre de 1542 dirigida al conde Agostino de Landi, puede ser sintetizado en tres puntos:
- Realizar una edición exhaustiva del libro De architectura de Vitruvio
- Corredare el tratado del arquitecto romano de un léxico comparativo, gracias a los cuales hoyos posible establecer un informe dirigido entre las técnicas descritas de Vitruvio y los testimonios arquitectónicos sobrevividas desde la antigüedad.
- Realizar un corpus documental que contemplara la entera producción artística de la antigüedad.

#### Éxitos y contribuciones
El enorme caudal de esta idea, para su misma extrema ambición, era fatalmente destinada a quedar en parte irrealizada. En cambio, la temperie cultural que el proyecto presuponía, y los estudios que os vinieron promovidos, fueron en grado de producir resultados interesantes.
A aquella atmósfera cultural, a ejemplo, pueden ser ricondotte algunas obras de la trattatistica de arte y de arquitectura rinascimentale, como el tratado de Sebastiano Serlio, el tratado del Sansovino y, en el 1544, la elaboración, aparte del mismo Tolomei, de una idea de ciudad de fundación sobre el monte Argentario.

##### Guillaume Philandrier dicho el Filandro

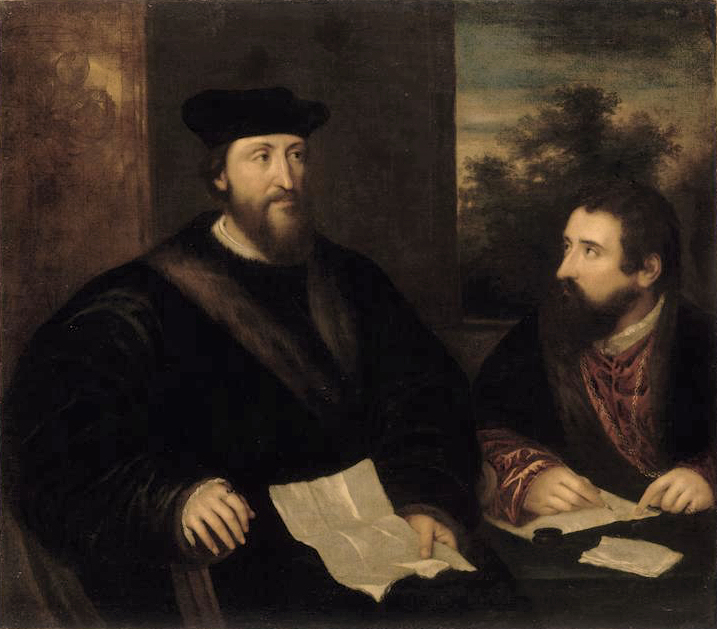
Guillaume "Philander" (a derecha), secretario de Georges de Armagnac, en un retrato del Tiziano.

En el 1544, Guillaume Philandrier llamado el Filandro, discípulo de Serlio en Venecia, extrayendo seguramente partido por su frecuentación de la academia durante la estancia romana, fue en grado de producir sus Anotaciones sobre los diez libros del "de Architectura" de Marco Vitruvio Pollione (En decem libros M. Vitruvii Pollionis de Architectura Annotationes, salido luego en ediciones ampliéis en el 1552 y 1586). Al provecho debido a su frecuentación académica, el Filandro debió sin embargo añadiros del propio, visto también que, a la época de su publicación, el examen del  De Architectura de Vitruvio, aparte de los "académicos virtuosos", estaba llegado solo al séptimo libro.

##### Jacopo Barozzi da Vignola
Entre el 1537 y el 1540, durante su primer breve periodo romano que precedió su travesía en Francia, el Vignola estudió los monumentos antiguos, cogiendo medidas y extrayendo dibujos, solicitado en esto de Marcello Cervini, Alessandro Manzuoli y Bernardino Maffei, en el que se proponía como un trabajo preparatorio en el ámbito de los estudios vitruviani perseguidos por la Academia y que le resultó de gran utilidad en el aprendizaje de su arte.
En el 1562 el Vignola publicó el tratado titulada Regla delli cinco órdenes de arquitectura, compuesto #muy tiempo primera, alrededor del 1540, que tuvo larghissima difusión en toda la Europa refinado al Ochocientos. Se considera que el origen de lo tratado sea de investigar propio en el milieu cultural de los académicos romanos y en aquella serias de estudios y dibujas, ahora perduti, que él ejecutó a Roma para cuenta de la Academia de la Virtud.